# Cabañas del Castillo
Cabañas del Castillo – gmina w Hiszpanii, w prowincji Cáceres, w Estramadurze, o powierzchni 105,27 km². W 2011 roku gmina liczyła 474 mieszkańców.